# Хоріе Юї
Юї Хоріе (яп. 堀江由衣/Horie Yui) — японська сейю, J-pop-співачка та радіоведуча. Народилася 20 вересня 1976 року в місті Токіо, Японія. Справжнє ім'я — Йосіко Хоріе (яп. 堀 江 由 子). Серед шанувальників має кілька різних прізвиськ, найпоширеніше з них — Хоттян (яп. ほっちゃん). Озвучувала аніме «Loveless», «Віднесений на острів Айран», «Коли плачуть цикади».

## Біографія

### Дитинство
Хоріе Юї народилася 20 вересня 1976 року в районі Кацусіка, східній частині Токіо. Була єдиною дитиною в родині.
У дитинстві їй дуже подобався аніме-серіал «Dirty Pair». Юї неодноразово підтверджувала цей факт, коли вже стала відомою [недоступне посилання] (англ.). Начебто саме завдяки цьому серіалу вона зацікавилася аніме, а пізніше — професією сейю.

Причиною, з якої я стала сейю, було аніме «Dirty Pair». Це такий науково-фантастичний серіал. Я дивилася його і мріяла займатися тим самим, що і його героїні.
Оригінальний текст (англ.)
Well the reason I've wanted to become a voice actress is the anime, «Dirty Pair». It's a sci-fi anime and I just watched it and wanted to do what they did. 

### Початок творчої діяльності
У 1995 році Хоріе Юї закінчила Японський Інститут Радіомовлення та спробувала себе в акторському агентстві Art Vision. У 1996 році на прослуховуванні, організованому Sony Music Entertaiment, отримала приз компанії Namco. У 1997 році дебютувала у відеогрі Voice Fantasia, тоді ж отримала свою першу роль в аніме-серіалі «Photon: The Idiot Adventures», для якого записала фінальний фрагмент «Pinch!», а також пісні свого персонажа для інших видань, присвячених цьому аніме.
У 1998 році Хоріе Юї отримала головну роль в аніме Kurogane Communication. Серіал, який транслювали о 19:00 за місцевим часом, був розрахований на дитячу аудиторію і не приніс сейю великої популярності. Проте пізніше за його мотивами артистка записала два сингли — «My best friend» та «Brand-new Communication». Вони, хоч і не потрапили до офіційної дискографії, все ж стали першими дисками Юї, виданими під її ім'ям.

### Кар'єра співачки
Першим великим успіхом для Хоріе Юї стала роль Нару Нарусегаві в аніме за мотивами манги Кена Акамацу «Love Hina». Виконання пісень для цього аніме та участь у тематичному концертному турі «Love Live Hina ~ Hinata Girls Ga Tokyo Na ~»  (англ.) доволі швидко принесли їй популярність сейю та співачки, а також дозволили записати перший комерційний музичний альбом. Він отримав назву «Mizutamari ni Utsuru Sekai» і був записаний 2000 року на студії «King Records» компанії «Starchild». Також під час роботи над аніме «Love Hina» відбулася зустріч Юї зі знаменитою співачкою та авторкою пісень Ріцуко Окадзакі. Відтоді Ріцуко стала однією з постійних авторок для Юї, як свого часу співпрацювали Мегумі Хаяшібара та Кікуко Іноуе. Ріцуко писала для Юї аж до своєї смерті в травні 2004 року.
У 2000 році Хоріе Юї та її колега Юкарі Тамура об'єдналися в дует під назвою «Yamato Nadeshiko». Група записала два сингли «Mou hitori no watashi» та «Merry Merrily». Роком пізніше сформувався фан-клуб Юї Хоріе під назвою «Kuroneko Union». Слово «Kuroneko» («Чорна Кішка») з'явилося у назві другого альбому співачки «Kuroneko to Tsuki Kikyu wo Meguru Boken», який вийшов у 2001 році.
У 2002 році пройшов перший концертний тур Хоріе Юї містами Японії. У тому самому році вона вперше взяла участь у фестивалі «Starchild in Kobe», а на радіо стартувала її авторська програма «Horie Yui no tenshi no tamago».
2003-й рік для Юї був ознаменований виходом третього альбому «Sky», а також повторною участю в концерті «STARCHILD DREAM in KOBE». З 25 травня до 29 червня 2003 року проходив концертний тур «Yamato Nadeshiko».
2004-й рік став роком виходу першого DVD артистки — колекції випущених на той момент відеокліпів «Yui Horie CLIPS 1» та четвертого альбому «Rakuen».
У 2005-му році артистка знову відволіклася від сольної кар'єри та сформувала гурт «Aice5». До його складу, крім Хоріе Юї, увійшли сейю Масумі Асано, Акемі Канда, Мадока Кімура та Тіакі Такахасі. Жіночий гурт працював у жанрі традиційної поп-музики. На концертах ролі розподілялися згідно з характерами учасниць. З 2005 по 2007 рік «Aice5» випустив 6 синглів, один альбом «Love. Aice5» та два концертних DVD — «Aice5 1st Tour 2007 — Love. Aice5 ~ Tour Final!! ~» і «Aice5 Final Party ~ Last Aice5 ~ in Yokohama Arena».
Водночас у 2005 році вийшов сольний альбом Хоріе «Usotsuki Alice to Kujirago wo Meguru Boken». На його підтримку артистка влаштувала два концертних тури, останній із яких вийшов на DVD «The Adventure Over Yui Horie».
2006 рік поклав початок ще одному успішному проєкту Хоріе Юї. Зі своїх друзів і колег по Starchild вона формує групу Kurobara Hozonkai, до якої увійшли Міцуо Фуруя, Масару Сува, Еко Кінно, Кейіті Кавасіда, а також сама артистка під псевдонімом Юіель. Kurobara Hozonkai представляли собою пародію на популярні в Японії готичні рок-гурти. Від джей-року був присутній готичний антураж і костюми, важка, гітарна музика, елементи пародії, життєрадісні пісні. Гурт випустив три сингли та один альбом «A Votre Sante!!», в яких Юї Хоріе вперше виступила у новій та незвичній для себе ролі авторки пісень. Вона написала музику до всіх пісень гурту, окрім кавер-версій «Hikari» та «Happy Happy Rice Shower». Kurobara Hozonkai взяли участь у літньому аніме-концерті «Animelo 2008 — Challenge», де їх виступ був представлений як несподіване розкриття і без того відомого всім факту, що солісткою гурту є не так звана Юіель, а саме Юї Хоріе.
У наступному, 2007 році, Юї знову бере участь у «STARCHILD FESTIVAL 2007». 14 травня бере участь у телепередачі Fuji TV «HEY! HEY! HEY! MUSIC CHAMP». А за мотивами концерту, який пройшов 24 грудня, вийшов її другий концертний DVD «Horie Yui Kurisumasu Raibu ~ Yui Ga Santa Ni Kigaetara». Та рік не обходиться без неприємностей: після скандалу, пов'язаного з ім'ям голови агентства Art Vision Мацуда Сакумі, Юї Хорія покидає агентство. Після цього деякий час вона залишається «вільним художником», а з 11 січня 2008 року працює в компанії VIMS. Після трирічної перерви виходить її новий сольний альбом «Darling».
Улітку 2009 року у продаж надходить її сьомий сольний альбом «Honey Jet!!». У серпні Юї вдруге бере участь у «Animelo 2009-Re: Bridge», але вже під власним ім'ям. А, а 19 і 20 листопада виступає в легендарному концертно-спортивному залі Будокан.
Подарунком шанувальникам на новорічне свято 1 січня 2010 року стала друга добірка відеокліпів співачки «Yui Horie CLIPS 2» 2010, а 12 травня вийшов концертний DVD, сформований із матеріалів осінніх концертів у Будокане «The Adventure Over Yui Horie II — Budokan de Butokai ~ Q & A ~».
2 лютого 2011 року вийшов новий сингл артистки «Immoralist».
10-ти річний ювілей свого фан-клубу «Kuroneko Union» Юї вирішила відсвяткувати не просто черговою зустріччю, а повноцінним концертним туром. Три виступи під назвою «Kuroneko Shuukai Vol. 10-10th Anniversary ~ Kieta Kuroneko ~» пройшли 16, 17 і 25 лютого 2011 року в Осаці  (яп.), Нагої net.ne.jp/2011-02-17-1 [Архівовано 20 лютого 2017 у Wayback Machine.] (яп.) і Токіо  (рос.) відповідно. На останньому з цих концертів артистка оголосила, що наступна зустріч фан-клубу «Kuroneko Shuukai Vol. 11» відбудеться в того ж року, в її день народження — 20 вересня.

### Сценічний образ та пісні
З часів першого концертного туру до теперішнього часу Юї Хоріе за характером своїх виступів була і залишається несхожою на більшість популярних співачок японської попсцени.
У своєму образі артистка повністю відмовляється від характерних для інших поп-виконавиць елементів сексапільності, вона не носить відкритих суконь і занадто коротких спідниць. Скоріше надаючи перевагу сценічним костюмам у вигляді варіацій на тему класичних «дитячих» суконь до колін, часто з пишними нижніми спідницями. Юї Хоріе не експериментує зі своєю зовнішністю, завжди зберігає довжину і природний колір волосся, на концертах носить хвостики, бантики, яскраві шпильки, дотримуючись дитячого стилю зачіски.
Концертні виступи співачки, видані на DVD, являють собою суцільне театральне дійство з казковим сюжетом, головною героїнею якого є сама Юї Хоріе. Різдвяний концерт, виданий у 2008 році, за всіма ознаками нагадує типову новорічну «ялинку».
На відміну від характерних пісень до аніме, тематика яких визначається в загальному образом її героїні та змістом серіалу, тематика сольних пісень та альбомів Юї рідко виходять за рамки традиційних. Однак, в репертуарі артистки практично відсутні пафосні любовні балади, часто характерні поп-співачкам. Переважна більшість пісень Юї за характером — веселі та життєрадісні.
Під час роботи в гурті Aice5 Юї Хоріе зберігала свій стиль та індивідуальність. Наприклад, на записі концерту «Aice5 1st Tour 2007 — Love. Aice5 ~ Tour Final!! ~» під час виконання явно еротичного танцю під пісню «Five Arrows» на сцені залишалися тільки Тіакі Такахасі та Акемі Канда.
Для виступів і фото-сесій гурту «Kurobara Hozonkai», де співачка фігурувала не як Юї Хорія, а як Юіель, вона одягалася в готичні сукні та інші костюми, більш відповідні стилістиці Visual kei.
У кліпі «Vanilla Salt» на фінальний фрагмент аніме «Toradora!» і другу пісню з того ж синглу, «I my me» Юї Хоріе постає в образі відразу трьох героїнь даного аніме: Тайги, Амі та Мінорі, використовуючи коротку перуку. Це наробило чимало галасу на форумах шанувальників артистки, деякі з яких помилково сприйняли це як зміну іміджу. Але, оскільки в «Toradora!» Юї Хоріе озвучувала саме Мінорі Кусіеду, для якої коротка зачіска має певний сенс, під час роботи над аніме Юї використала саме цей образ. Час від часу артистка повторювала його для фотографій у буклетах свого фан-клубу та аніме-журналах.

### Кар'єра сейю
З 1997 року Юї Хоріе озвучила понад 100 ролей в аніме та комп'ютерних іграх. Діапазон зіграних нею характерів настільки широкий і різноманітний, що не дозволяє говорити про спеціалізацію акторки на якихось конкретних типах. Вона зуміла успішно зіграти й наївну Хонду Тооріл з «Fruits Basket», і неприступну, але добру всередині Ері Саватіку зі «School Rumble», і холодну, відсторонену Ясуні Камідзумі з «Kasimasi ~ Girl Meets Girl ~», і демонічну Кішку Цубаса з Bakemonogatari.
Серед її персонажів було чимало курйозних. На відміну від Юї Хоріе-співачки, Юї Хоріе-сейю не уникала амплуа, які шанувальники могли сприйняті неоднозначно. В аніме «Otome wa boku ni koishiteru» Юї Хоріе озвучила хлопчика Мідзухо, який навчається в школі для дівчат. В аніме «Kanamemo» їй дісталася роль студентки Харуки, яка небайдужа до двох речей: випивки та маленьких дівчаток. Текст характерної пісні з «Kanamemo», Love Moe Nomi, яка прозвучала в радіопрограмі Юї, неабиякою мірою шокував її гостей. В аніме «Kampfer» їй довелося грати незвичайну подвійну роль: сором'язливу дівчину Акане, яка розуміє, що її життєві прагнення та альтер-его, далеко не безневинні, та злісну дівицю, яка вважає стрілянину з пістолета по людях розвагою.
Крім виконання головних ролей, Юї Хоріе вважається визнаним майстром другорядних та епізодичних. У квітні 2010 року на конкурсі Seiyu Awards 2010 року вона розділила з Кікуко Іноуе головний приз за дві ролі другого плану — Мінорі Кусіеду з «Toradora!» (2008) та Цубаса Ханекаву з Bakemonogatari (2009).
За виконання ролі в «Toradora!», разом із Ері Китамура, артистка отримала запрошення  (англ.) на фестивалі Anime Expo 2010 в Лос-Анджелесі. Так в липні 2010 року вона відвідала США  (англ.).

## Цікаві факти
- Юї Хоріе захоплюється читанням, грає на скрипці, любить грати в боулінг. Також вона відмінно катається на ковзанах, складає оригамі та робить масаж плечей.
- Її улюблені кольори — аквамариновий, білий, помаранчевий та рожевий.
- Її улюблена їжа — персики, сливи, курага, картопля, баклажани, гарбуз, окономіякі з додаванням сиру.
- Юї не любить засмагати, тому своїми улюбленими порами року називає осінь і зиму, коли прохолодне повітря і спекотне сонце не здатні зашкодити шкірі.
- Юї погано бачить правим оком (гострота зору — 0,1 при нормальному лівому).
- Кожного дня народження колеги та шанувальники вітають артистку із сімнадцятиріччям. Третьою з числа японських артисток, Юї заявила про те, що їй ніколи не виповнюється більше 17-ти років  (яп.). Тема свого вічного 17-річчя весело обігрується нею на концертах і в інтерв'ю.
- Юї не любить користуватися повітряним транспортом, надає перевагу швидкісним поїздам.
- Першим відео, в якому Юї Хоріе показала себе як акторка, був навчальний фільм для працівників мережі супермаркетів Family Mart 1997 року. Їй дісталася роль охайної та уважної продавчині на противагу «поганий» дівчині, яка виглядає неохайно і нехтує своїми обов'язками.

## Ролі

### 2014
- Black Bullet — Кісаров Тенді,
- Фейрі Тейл [ТВ-2] — Шарлі,

### 2013
- Double Circle — Тама-тян,
- Вальврейв Визволитель [ТВ-2] — Ріон Нанамі,
- Маленькі бешкетники [ТВ-2] — Рікі Наое,
- Golden Time — Коко Кага,
- Miss Monochrome The Animation — Міс Мінохромія,
- Коппеліон — Канон Одзу,
- Choujigen Game Neptune The Animation — Непгір,
- Choujigen Game Neptune The Animation — Пурпурова сестра,
- Історії, сезон другий — Цубаса Ханекава,
- Вальврейв Визволитель [ТВ-1] — Ріон Нанамі,
- Yuyushiki — єриків Мацумото,

### 2012
- Історія кішки (чорна глава) — Цубаса Ханекава,
- Sakurasou no Pet na Kanojo — Рюносуке Акасака,
- Magi: The Labyrinth of Magic — Ямурайха,
- Маленькі бешкетники [ТВ-1] — Рікі Наое,
- K — Анна Кусіньо,
- Busou Shinki — Арк,
- Дуже приємно, Бог [ТВ] — Хімеміко Нумано,
- Dog Days' — Мельхіор,
- AKB0048 — Юкірін,
- Shining Hearts: Shiawase no Pan — Руфіна,
- Нічна буря [ТВ] — Мії,
- Papa no Iukoto o Kikinasai! — Райка Ода,
- Історії підробок — Цубаса Ханекава,
- Mouretsu Pirates — Курье,
- Підручний Луїзи-Нулізи (четвертий сезон) — Сієста,

### 2011
- Ben-Tou — Кьо Савагі,
- Персона 4 — Тіе Сатонака
- Чарівний вчитель Негіма! (фільм) — Макіе Сасакі,
- Коли плачуть цикади OVA-2 — Ханю,
- Nekogami Yaoyorozu — Юдзу Комія,
- Mawaru Penguin Drum — Масако Нацуме,
- Kaitou Tenshi Twin Angel: Kyun Kyun Tokimeki Paradise!! — Тесла,
- Онук Нураріхена [ТВ-2] — Юкі-Онна,
- Давайте грати! OVA — Дженс,
- Katte ni Kaizou — Ямада-сан,
- Іграшка Астаротти [ТВ] — Ельфледа,
- Dog Days — Мельхіор,
- Кемпфер (спешл) — Акане Місіма,
- Блудний син — Анна Суехіро,
- Драконівські кризу! — Марга,

### 2010
- Спочатку OVA-2 — якого Сіракава/Юме Асакура,
- Дівчина-демон Дзакуро — Ходзукі,
- Поштова бджола [ТВ-2] — Рода,
- Давайте грати! [ТВ] — Дженс,
- Онук Нураріхена [ТВ-1] — Юкі-Онна,
- Ookami-san to Shichinin no Nakama-tachi — Еліс Кірікі,
- Mayoi Neko Overrun! — Канае Нарукі,
- B Gata H Kei — Міхару Такесіта,

### 2009
- Фейрі Тейл [ТВ-1] — Шарлі
- Літня буря! [ТВ-2] — Канако Ямадзаки
- Кемпфер [ТВ] — Акане Місіма
- Чарівний вчитель Негіма! OVA-4 — Макіе Сасакі
- GA: Geijutsuka Art Design Class — Намік Одзаки (Намік-сан)
- Записки Кани — Харука Нісіда
- Історії монстрів — Цубаса Ханекава
- Коли плачуть чайки — Марія Усіромія
- Блакитні квіти — Кеко Ікумі
- Umi Monogatari: Anata ga Ite Kureta Koto — Урін
- Пані Поні Деш! OVA — Міяко Уехара
- Літня буря! [ТВ-1] — Канако Ямадзаки
- Saki — Міхоко Фукудзі
- Хаяте, бойової дворецький OVA — 1 — Соня
- Коли плачуть цикади OVA — 1 — Ханю
- Вежа Друагі: Меч Урука — Фатіна
- Принцеса немертвих: Чорна хроніка — Каміка Тодорокі/Чорний Кіт

### 2008
- Спочатку OVA-1 — якого Сіракава,
- Лицар-вампір (другий сезон) — Юкі Крос,
- Хьякко [ТВ] — Тіе Судзугасакі,
- ТораДора! — Мінорі Кусіеда,
- Принцеса немертвих: Червона хроніка — Каміка Тодорокі,
- Чарівний вчитель Негіма! OVA-3 — Макіе Сасакі,
- Шкільний переполох OVA-2 — Ері Саватіка,
- Підручний Луїзи-Нулізи (третій сезон) — Сієста,
- Шкільні війни (сезон третій) — Сонкен Тюбо,
- Лицар-вампір (перший сезон) — Юкі Крос,
- Інарі в нашому домі — Міяко Такагі,
- Спочатку 2 (сезон другий) — Юме Асакура,
- Вежа Друагі: Герої Урука — Фатіна,

### 2007
- Suteki Tantei Labyrinth — Бякко,
- Спочатку 2 (сезон перший) — Юме Асакура,
- Токійська школа винищувачів нечисті (другий сезон) — Аой Місато,
- Підручний Луїзи-Нулізи (другий сезон) — Сієста,
- Небесні дівчинки [ТВ] — Нанае Фудзіеда,
- Коли плачуть цикади (другий сезон) — Ханю,
- Інукамі! (фільм) — Еко,
- Блискучі Сльози & Вітер — Тока Куреха,
- Віднесений на острів Айран — Судзі,
- Ідолмастер Ксеноглоссія — Юкіхо Хагівара,
- Sugar Bunnies — Сіро Уса,
- Токійська школа винищувачів нечисті (перший сезон) — Аой Місато,
- Gakuen Utopia Manabi Straight! — Манамі Амамія,

### 2006
- Gekijouban Doubutsu no Mori — Ай,
- Чарівний вчитель Негіма! OVA-2 — Макіе Сасакі,
- Чарівний вчитель Негіма! OVA-1 — Макіе Сасакі,
- Дівчина закохалася в старшу сестру [ТВ] — Мідзухо Міянокодзі,
- Канон [ТВ-2] — Аю Цукім,
- Негіма!? — Макіе Сасакі,
- D.Gray-man — Мей Лінь,
- Небесні дівчинки OVA — Нанае Фудзіеда,
- Підручний Луїзи-Нулізи (перший сезон) — Сієста,
- Інукамі! [ТВ] — Еко,
- Рей — Суміре,
- Шкільний переполох (другий сезон) — Ері Саватіка,
- Касімасі: Дівчина зустрічає дівчину — Ясуні Каміїдзумі,

### 2005
- Шкільний переполох OVA-1 — Ері Саватіка,
- Rean no Tsubasa — Еребосу,
- Безсмертний Гран-Прі — Фентайн Валгеон,
- Пані Поні Деш! [ТВ] — Міяко Уехара,
- Спочатку (сезон другий) — якого Сіракава,
- Любов близнюків 2 — Каоруко Ічіджу,
- Loveless — Гінка,
- Закон Уекі — Пекол,
- Mahoraba: Heartful Days — тамамі Тянохата,
- Чарівний вчитель Негіма! [ТВ] — Макіе Сасакі

### 2004
- Любов близнюків — Каоруко Ічіджу,
- Шкільний переполох (перший сезон) — Ері Саватіка,
- Для серця: Спогади — Мульті,
- Відповідь: Гарнюня Хані — Хані Кісарагі/Гарнюня Хан, і
- Світанок Марса — Мегумі Хігасібара,
- Південно-парламентер — Надійка,
- Дзюбей-молодша [ТВ-2] — Дзію Нанохана/Дзюбей Ягю II,

### 2003
- Феї з пляшки — Сарар,
- Спочатку (сезон перший) — якого Сіракава,
- Ultra Maniac — Аю Татейсі,
- Канон OVA — Аю Цукім,
- Міфічний детектив Локі: Рагнарек — Дайдодзи Маюров,
- Нанака 6/17 — Юріко Амемія,

### 2002
- Pia Carrot e Youkoso!! Gekijouban: Sayaka no Koi Monogatari — Оріе Амано,
- Сестри-принцеси [ТВ-2] — Саку,
- Спіраль — Ріо Такеуті,
- Tokimeki Fushigi Diary: Ultra Maniac — Аю Татейсі,
- Rikujou Bouei-tai Mao-chan — Сільвія Маруяма,
- Asagiri no Miko — Кома,
- Samurai Deeper Kyo — Юя Сііна,
- Пригоди Джинга [ТВ] — Мірабелла,
- Абенобасі: Чарівний торговий квартал — Амірюн (еп. 8),
- Canary — Мадока,
- Канон [ТВ-1] — Аю Цукім,
- Знову любов і Хіна — Нару Нарусегава,

### 2001
- Кошик фруктів — Тору Хонда,
- Шаман Кинг — Залізна Діва Жанна,
- Фігура 17 — Сакура Ібарагі,
- Легенда про Нової Білосніжку Прітіар — Такако/Мікаге,
- Сестри-принцеси [ТВ-1] — Саку,
- Любов і Хіна — весняний спецвипуск — Нару Нарусегава,
- Comic Party — Мульти,
- Арена Ангелів — Хіромі Фудзіморі,
- Сказання Етернії — Коріна Солгенте,

### 2000
- Любов і Хіна — різдвяний спецвипуск — Нару Нарусегава,
- Grandeek: Gaiden — Тія Олбрайт,
- Моя богиня! — Фільм — Хроно,
- Jinzou Ningen Kikaider the Animation — Міцуко Комедзі,
- Аргенто Сома — Сью Харріс,
- Sci-fi Harry — Кетрін Чепмен,
- Rokumon Tengai Mon Colle Knight: Densetsu no Fire Dragon — Рокуна Хіірагі,
- Любов і Хіна [ТВ] — Нару Нарусегава,
- Ginsokiko Ordian — Корора,
- Rokumon Tengai Mon Colle Knight — Рокуна Хіірагі,

### 1999
- Arisa Good Luck — Аріса,
- Kaitouranma: The Animation — Лей Лінь,
- Trouble Chocolate — Мінт,
- Нескінченна подорож корабля Ривіас — Мішель Кей,
- Чарівний театр Оміс: Ризики і Сейфті — Судзукі Нацуме,
- Arc the Lad — Ліза,
- Для серця — Мульті,

### 1998
- Криза щодня: Токіо 2040 — Галатея,
- Kurogane Communication — Харука,
- Вища школа Св. люмінесцентних — Літа Форд,
- Чарівник-воїн Орфен [ТВ-1] — Фіена,
- Кібер-команда Акіхабара [ТВ] — Франческа,
- Ковбой Бібоп [ТВ] — Молодша сестра (еп. 18),

### 1997
- Фотон: Пригоди ідіота — Аун Фрея,

## Змішані ролі

### 2013
- Golden Time — вокал [Golden Time (еп. 1-12)]
- Golden Time — вокал [Han `eikyuuteki ni Aishite yo (еп. 13 -)]
- Golden Time — вокал [Sweet & Sweet Cherry (еп. 1-12)]
- Golden Time — вокал [The World `s End (еп. 13 -)]
- Miss Monochrome The Animation — вокал [Poker Face]
- Miss Monochrome The Animation — дизайн [концептуальний]
- Історії, сезон другий — вокал [Chocolate Insomnia (еп. 1-2, 4)]

### 2012
- Історія кішки (чорна глава) — вокал [Perfect Slumbers]
- Dog Days — вокал [Natsu no Yakusoku]
- Papa no Iukoto o Kikinasai! — Вокал [Coloring]

### 2011
- Персона 4 — вокал [Koisuru Meitantei (еп. 13)]
- Коли плачуть цикади OVA-2 — вокал [Happy! Lucky! Docky!]
- Nekogami Yaoyorozu — вокал [Kami-sama to Issho]
- Mawaru Penguin Drum — вокал [Dear Future feat. Yui Horie (еп. 10)]
- Онук Нураріхена [ТВ-2] — вокал [Departure (еп. 13 -)]
- Онук Нураріхена [ТВ-2] — вокал [Orange Smile (еп. 2-12)]
- Dog Days — вокал [Miracle Colors (еп. 13)]
- Dog Days — вокал [Presenter]
- Кемпфер (спешл) — вокал [Mousou Shoujo A]
- Драконівські кризу! — Вокал [Immoralist]

### 2010
- Дівчина-демон Дзакуро — вокал [Junjou Masquerade (еп. 2, 5, 9, 11)]
- Онук Нураріхена [ТВ-1] — вокал [Brilliant Message (еп. 24)]
- Онук Нураріхена [ТВ-1] — вокал [Sparky Start (еп. 1-13)]
- Онук Нураріхена [ТВ-1] — вокал [Symphonic Dream (еп. 14-23)]

### 2009
- Летняя буря! [ТВ-2] — вокал [Otome no Junjo]
- GA: Geijutsuka Art Design Class — вокал [Coloring palettes Namiko-iro (эп. 5, 10)]
- GA: Geijutsuka Art Design Class — вокал [Osaki ni sil vous plait]
- Записки Каны — вокал [Yahho!! Kanamemo Ver.]
- Записки Каны — композиция [Yahho!! Kanamemo Ver.]
- Пани Пони Дэш! OVA — вокал [Kiiroi Vacances]
- Летняя буря! [ТВ-1] — вокал [Kassai (эп. 11)]

### 2008
- Спочатку OVA-1 — вокал [Ai no Sora (еп. 2)]
- ТораДора! — Вокал [Orange (еп. 17 -)]
- ТораДора! — Вокал [Pre-Parade (еп. 2-16)]
- ТораДора! — Вокал [silky heart (еп. 17 -)]
- ТораДора! — Вокал [Vanilla Salt (еп. 1-16)]
- Шкільний переполох OVA-2 — вокал [School Rumble Forever (еп. 2)]
- Шкільний переполох OVA-2 — вокал [Scramble]

### 2007
- Віднесений на острів Айран — вокал [Days]
- Віднесений на острів Айран — вокал [Koisuru Tenkizu (еп. 14 -)]
- Віднесений на острів Айран — вокал [Say Cheese! (еп. 1-12)]
- Sugar Bunnies — вокал [Kitto umaku iku yo]
- Gakuen Utopia Manabi Straight! — Вокал [A Happy Life (еп. 12)]

### 2006
- Дівчина закохалася в старшу сестру [ТВ] — вокал [Love Power]
- Негіма!? — Вокал [1000 % SPARKING! (еп. 5-7, 18)]
- Негіма!? — Вокал [A-LY-YA! (еп. 7)]
- Інукамі! [ТВ] — вокал [Hikari]
- Інукамі! [ТВ] — вокал [Yuujou Monogatari]
- Касімасі: Дівчина зустрічає дівчину — вокал [Compass ~ Egao no Yukue ~ (еп. 9)]
- Касімасі: Дівчина зустрічає дівчину — вокал [Michishirube (еп. 10)]

### 2005
- Шкільний переполох OVA-1 — вокал [Scramble]
- Чарівний вчитель Негіма! [ТВ] — вокал [Happy Material (еп. 9-13)]

### 2004
- Шкільний переполох (перший сезон) — вокал [Scramble]
- Дзюбей-молодша [ТВ-2] — вокал [Kokoro Harete Yoru mo Akete]

### 2003
- Феї з пляшки — вокал [Aki Uta ~ Sarara ~ (еп. 7-9)]
- Феї з пляшки — вокал [Oshiete Sensei-san]
- Феї з пляшки — вокал [Shiki Uta ~ Binzume Yousei ~ (еп. 13)]

### 2002
- Rikujou Bouei-tai Mao-chan — вокал [All My Love]
- Rikujou Bouei-tai Mao-chan — вокал [It's My Style]
- Знову любов і Хіна — вокал [Be For You, Be For Me (еп. 1)]
- Знову любов і Хіна — вокал [Be For You, Be For Me ~ Keitarou & Naru ver. ~ (Еп. 3)]
- Знову любов і Хіна — вокал [Kirari Takaramono]

### 2001
- Сестры-принцессы [ТВ-1] — вокал [Love Destiny]
- Сестры-принцессы [ТВ-1] — вокал [Tsubasa]

### 2000
- Jinzou Ningen Kikaider the Animation — вокал [Destiny]

### 1998
- Kurogane Communication — вокал [Dear Mama]
- Kurogane Communication — вокал [My Best Friend]

### 1997
- Фотон: Пригоди ідіота — вокал [Pinch!]

## Іґри

### 2006
- Rumble Roses XX — Макото Айхара
- Dead or Alive Xtreme 2 — Хітомі

### 2005
- Dead or Alive 4 — Хітомі

### 2001
- Dead or Alive 3 — Хітомі

### Альбоми

#### Сольні
- Mizutamari ni Utsuru Sekai (яп. 水たまりに映るセカイ) «Світ, відбитий у лужиці» (21.12.2000)
- Kuroneko to Tsuki Kikyu wo Meguru Boken (яп. 黒猫と月気球をめぐる冒険) «Пригоди Чорної кішки на місячному повітряній кулі» (29.11.2001)
- Ho? (яп. ほっ?) «Хо?» (Збірка найкращих пісень персонажів аніме 1997—2002 + 2 нові пісні) (26.03.2003)
- Sky (24.07.2003)
- Rakuen (яп. 楽 园) «Рай» (28.04.2004)
- Usotsuki Alice to Kujirago wo Meguru Boken (яп. 嘘つき アリス と くじら 号 を めぐる 冒険) «Пригоди вигадниці Аліси на кораблі-кита» (23.11.2005)
- Darling (30.01.2008)
- Honey Jet!! (15.07.2009)

#### Aice5
- Love. Aice5 «З любов'ю, Айс5» (14.02.2007)

#### Kurobara Hozonkai
- A Votre Sante!! «Будьте здорові!» (28.12.2008)

### Сингли

#### Сольні
- Love Destiny (16.05.2001)
- Kirari Takaramono (яп. キラリ ☆ 宝物) (28.02.2002)
- All my love (24.07.2002)
- Kokoro Harete Yoru mo Akete (яп. 心 晴れ て 夜 も 明け て) (4.02.2004)
- Scramble (Horie Yui with UNSCANDAL) (яп. スクランブル) (27.10.2004)
- Hikari (яп. ヒカリ) (24.05.2006)
- Days (2.05.2007)
- Koisuru Tenkizu (яп. 恋する 天気 図) (17.08.2007)
- Vanilla Salt (яп. バニラ ソルト) (22.10.2008)
- Silky Heart (28.01.2009)
- YAHHO !! (26.08.2009)
- Immoralist (яп. イン モラ リスト) (02.02.2011)
- PRESENTER (25.05.2011) (оголошено про випуск 24 березня)

#### Yamato Nadeshiko
- Mou hitori no watashi (яп. もう ひとり の 私) (26.04.2000)
- Merry Merrily (21.03.2001)

#### Aice5
- Get Back (11.03.2006)
- Believe My Love/Yuujou monogatari (яп. Believe My Love/友情 物语) (24.05.2006)
- Love Power (25.10.2006)
- Brand new day (25.04.2007)
- Letter (29.04.2007)
- Re.MEMBER (5.09.2007)

#### Kurobara Hozonkai
- Tobenai Tenshi (яп. 飛べ ない 天使) (28.12.2006)
- Hanabi (яп. 花火) (28.12.2006)
- Red signal (яп. レッド シグナル) (29.12.2007)

### Альбоми і сингли, які містили пісні персонажів аніме або ігор, озвучених Хоріе Юї

#### 1997
- Foton no dorama sono 1 (яп. フォトン「の ドラマ その1 」) (06.11.1997)
  - Pinch!
  - Konna Kimochi Ga Daisuki

#### 1998
- Hana saki Komachi - Girls (яп. 花咲 き Komachi - Girls) (03.04.1998)
  - Good night girls (з Fuchizaki Yuriko і Watanabe Kumiko)
- Kurogane Communication - My best friend (яп. 鉄 コミュニケ イ ション My best friend) (18.11.1998)
  - My Best Friend
  - Dear Mama
- Foton no Uta Extra (яп. フォトン「の うた·えくすとら」) (23.12.1998)
  - Nothing more (c Kuroda Yumi)
  - SHUN No Koi O Shiyou

#### 1999
- St. Luminous Jogakuin Image Album - Girls talk (яп. 聖 ルミナス 女学院(3)イメージ アルバム ガールズ·トーク) (27.01.1999)
  - Kokoro no Antena
- Kurogane Communication - Brand - new Communication (яп. 鉄 コミュニケ イ ション Brand - new コミュニケ イ ション) (17.03.1999)
  - Brand — new Communication
  - Yubikiri
  - Hanagara No One Piece
- Sen nen oukoku 3 juu shi vaniinaitsu OST - Watashi dake no aresuto- (яп. 千年 王国 III 銃士 ヴァニ ー ナイツ オリジナルサウンド トラック「私 だけ の アレスト」) (27.08.1999)
  - Sora no Youni
- Toukyou majin manabu en tsuki beni den shihen - Yuki gai (яп. 东京 魔 人 学园 月 红 伝 诗 编~雪 街) (22.12.1999)
  - We Wish You A Merry Christmas (у складі великої групи сейю)

#### 2000
- Love Hina Comics Image Album (яп. ラブ ひな コミックス イメージ アルバム) (28.01.2000)
  - Egao No Mirai E
- Gate Keepers - Chikyuu bouei gaiden 2 - Heiwa no uta o mamori nuke!- (яп. ゲートキーパ ー ズ 地球 防衛 外伝2 「平和 の 歌 を 守り抜け! 」) (15.03.2000)
  - Chiisana Yakusoku
- Trouble Chocolate 3d album WATCHA! (яп. トラブル チョコレート 3rd.アルバム WATCHA! 2) (23.03.2000)
  - MAGICAL PEPPERMINT
- Trouble Chocolate 4th album - Datte onnanoko da mon!- (яп. トラブル チョコレート 4th.アルバム「だって 女の子 だ モン! 」) (12.04.2000)
  - Koi no etude
- Character Image Maxi Single I LOVE HINA (яп. ラブ ひな キャラクター イメージ マキシ シングル I LOVE HINA) (26.04.2000)
  - Mainichi Ga Otenki
- Roku mon tengai monkorenaito - Ongaku to uta no album - MONDO SIDE - (яп. 六門 天外 モンコレ ナイト 音楽 と 唄の アルバム「 MONDO SIDE 」) (24.04.2000)
  - Heart Wa Uragaeshi
- Mugen no rivaiasu Character Song Collection (яп. 無限のリヴァイアス キャラクターソング コレクション「あした から」) (03.05.2000)
  - Jibun No Jiyuu Wa Jibun De Kimero (у складі групи сейю)
- Love Hina - 3 bu saku Love Hina (1) ~ Naru - Shinobu - Mitsune Hen ~ (яп. ラブ ひな3部 作 ラブ ひな(1) ~なる·しのぶ·みつね 編~) (21.06.2000)
  - Yakusoku
- Yuukyuu gensoukyoku 3 ~ Perpetual Blue ~ Maxi Single Collection Vol. 6 (яп. 悠久 幻想曲3 ~ Perpetual Blue ~マキシ シングル コレクション Vol.6 ここ で 良かっ た ね) (06.11.2000)
  - Koko De Yokatta Ne
- Love Hina - 3 bu saku Love Hina (2) ~ Naru - Motoko - Suu Hen ~ (яп. ラブ ひな3部 作 ラブ ひな(2) ~なる·素子·スゥ 編~) (26.07.2000)
  - Happy Happy — Rice Shower
- Love Hina - 3 bu saku Love Hina (3) ~ Naru - Mtsumi - Sara Hen ~ (яп. ラブ ひな3部 作 ラブ ひな(3) ~なる·むつみ·サラ 編~) (23.08.2000)
  - Lamune — iro No Natsu

## Відеографія

### Збірники відеокліпів
- Yui Horie CLIPS 0 ~ since'00 ~ '01 ~ (29.07.2002) (VHS)
  - Зйомки кліпу «Sakura» (осінь 2000)
  - «Sakura» PV
  - Фотопроби до «Love Destiny» (весна 2001)
  - «Love Destiny» PV
  - Фотосесія обкладинки альбому «Kuroneko to tsukikikyu o meguru boken» (літо 2001)
  - «Kono yubi tomare» PV
  - Спеціальне інтерв'ю з Хоріе Юї
- Yui Horie CLIPS 1 (28.04.2004) (DVD)
  - «Sakura» PV
  - «Love Destiny» PV
  - «Kono yubi tomare» PV
  - «Kirari takaramono» PV
  - «All my love» PV
  - «Oki ni Iri no Jitensha» PV
  - «Kokoro harete Yoru mo akete» PV
  - «Egao no rensa» PV
    - Зйомки кліпу «Sakura»
    - Зйомки кліпу «Love Destiny»
    - Зйомки кліпу «Kirari takaramono»
    - Зйомки кліпу «Oki ni Iri no Jitensha»
    - Зйомки кліпу «Kokoro harete Yoru mo akete»
    - Фотосесія до альбому «Rakuen»
    - Робота над пісенькою «Ohanashi o Kikasete»
    - Підготовка до зйомок «Egao no rensa»
- Yui Horie CLIPS 2 (1.01.2010) (DVD, Blu-Ray)
  - «Scramble (with UNSCANDAL)» PV
  - "Mushiroom March " PV
  - «Hikari» PV
  - «Days» PV
  - «Koisuru Tenkizu» PV
  - «Zutto» PV
  - «Vanilla Salt» PV
  - «I my me» PV
  - «Silky heart» PV
  - «Love countdown» PV
  - «JET!!» PV
  - «YAHHO!!» PV
    - Зйомки кліпів
    - TV spot
    - HAPPY SNOW (Non telop ver.)
    - Якщо почекати 60 секунд до появи в меню рожевого сердечка і клацнути на нього, можна побачити, як Юї танцює під пісню «Baby I love you»
    - Якщо після цього почекати ще 180 секунд до появи в меню синього яблука і клацнути на нього, можна побачити кліп гурту Kurobara Hozonkai «Blue Heaven»

### Окремі відеокліпи

#### Aice5
- На DVD до синглу Love Power було видано:
  - «Love Power» PV
  - Зйомки кліпу «Love Power»

#### Kurobara Hozonkai
- BLUE HEAVEN (17.08.2007) (DVD)
  - " BLUE HEAVEN " PV
  - Зйомки кліпу " BLUE HEAVEN "

### Концертні відео

#### Сольні
- The Adventure Over Yui Horie (яп. 堀江 由衣 を めぐる 冒険 TOUR FINAL ~ Second Tour 2006 ~) (26.07.2006) (DVD)
  - Hajimari no uta (яп. はじまり の 唄)
  - Puzzle
  - Nijiiro search (яп. 虹 色 ☆ サーチ)
  - Baby, I love you!
  - A Girl in love
  - Aoi mori (яп. 蒼い 森)
  - Sekaijuu no ai o kotoba ni shite (Bear Ver.) (яп. 世界中 の 愛 を 言葉 に し て(くま Ver ))
  - Sekaijuu no ai o kotoba ni shite (яп. 世界中 の 愛 を 言葉 に し て)
  - Mitsumeraretara (яп. 見つめ られ たら)
  - On my way
  - Kujira kousen (яп. くじら 光線)
  - My best friend
  - Romantic Fright
  - Scrunble (яп. スクランブル)
  - Shiny — merry — go — round
  - Love Destiny
  - Will
  - I wish
  - Mushiroom March (яп. マッシュルーム マーチ)
  - LET'S GO
  - Egao no rensa (яп. 笑顔 の 連鎖)
  - Puzzle
  - Go Go Golden days (Encore)
  - Happy happy rice shower (Encore)
    - Offshot Making at Nagoya
    - Offshot Making at Osaka
    - Offshot Making at Tokyo
    - MC digest
    - Special interview
- Horie Yui Kurisumasu Raibu ~ Yui Ga Santa Ni Kigaetara ~ (яп. 堀江 由衣 クリスマス ライブ~由衣 が サンタ に 着がえ たら~) (4.06.2008) (DVD)
- The Adventure Over Yui Horie II - Budokan de Butokai ~ Q & A ~ (яп. 堀江 由衣 を めぐる 冒険 II 武道館 で 舞踏 会~ Q & A ~) (12.05.2010) (DVD, Blu-ray)

#### Aice5
- Aice5 1st Tour 2007 - Love. Aice5 ~ Tour Final!! ~ (яп. Aice5 1st Tour 2007 "Love Aice5" ~ Tour Final!! ~) (22.08.2007) (DVD)
- Aice5 Final Party ~ Last Aice5 ~ in Yokohama Arena (яп. Aice5 Final Party LAST Aice5 in 横浜 アリーナ) (14.02.2008) (DVD)